# فرودگاه استیجاری دستین
فرودگاه دستین-فورت ولتن بیچ (به انگلیسی: Destin-Fort Walton Beach Airport) یک فرودگاه همگانی بهره‌برداری هوایی با کد یاتا DSI است که یک باند فرود آسفالت دارد و طول باند آن ۱۵۲۴ متر است. این فرودگاه در شهر دستین، فلوریدا کشور ایالات متحده آمریکا قرار دارد و در ارتفاع ۷ متری از سطح دریا واقع شده‌است.